# Plymouth (Massachusetts)
Plymouth – miejscowość portowa w USA, w stanie Massachusetts, nad Oceanem Atlantyckim, nad zatoką Cape Cod.

## Historia
Przed przybyciem angielskich osadników w miejscu obecnego Plymouth znajdowała się wieś zamieszkiwana przez Indian Patuxet ze szczepu Wampanoagów. Zanim ustanowiono tam kolonię, region był dwukrotnie rozpoznany przez europejskich odkrywców. W 1605 roku Samuel de Champlain wpłynął do Zatoki Plymouth i nazwał ją Port St Louis. John Smith, przywódca osady Jamestown, zbadał części zatoki Cape Cod. Jemu przyznaje się pierwsze nazwanie regionu, który stał się przyszłą kolonią „New Plymouth”.
Po tych odkryciach wybrzeża Nowej Anglii nawiedziły dwie zarazy: w 1614 i 1617, prawdopodobnie przywleczone przez brytyjskich i francuskich rybaków, co spowodowało śmierć między 90 a 95% plemienia Wampanoag.
Osadę założyli tzw. Pielgrzymi, którzy dotarli tu 21 listopada 1620 r. na statku Mayflower. Było to 102 angielskich purytanów uchodzących do Ameryki przed prześladowaniami religijnymi.
Miejscowość nazwano na cześć Plymouth w Anglii, skąd Pielgrzymi wyruszyli.

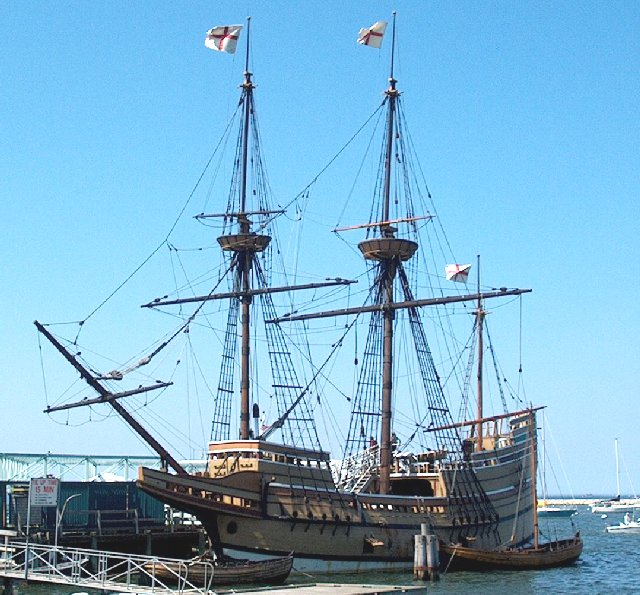
Replika Mayflower II